# Кубок ПФЛ Украины по футболу
Кубо́к Профессиона́льной футбо́льной ли́ги Украи́ны по футбо́лу — ныне упразднённый командный футбольный турнир, проводимый по олимпийской системе на выбывание. Первый и второй (последний) турниры были проведены в 2009 году и были практически аналогичными по схеме подобным турнирам соседних стран (Россия).
Всего состоялось два розыгрыша — зимой и летом 2009 года
Президент ПФЛ, Святослав Сирота, высказал пожелание, что турнир должен был стать традиционным соревнованием, с возможностью увеличения частоты его проведения, а также увеличения количества его участников. Кубок ПФЛ был официально представлен и утверждён заявлением Центрального Совета ПФЛ № 18 от 17 июля 2009 года и Исполнительного комитета ФФУ № 19 от 24 июля 2009 года. Все административные и организационные вопросы организации соревнований были обеспечены ПФЛ Украины. Турнир регулировался Положением, копию которого можно найти на официальном сайте ПФЛ.

## Формат турнира
Первый Кубок ПФЛ состоял из двух туров с четырьмя команд, участвующими в нем. Каждая команда представляла каждый уровень ПФЛ и команду студентов. Одним из интересных требованиям турнира было то, что игроки, которые приняли участие в Кубке, не могли быть старше 23 лет. В первом розыгрыше принимали участие команды собранные из представителей Первой лиги, групп «А» и «Б» Второй лиги, и Украинской студенческой футбольной лиги. В июне 2009 года был проведён ещё один турнир по той же схеме, но место студентов заняла Сборная команда Украины U-17.
Первый розыгрыш Кубка состоял из полуфиналов, победители которых встречались в финале, а проигравшие команды в матче за третье место. Второй розыгрыш состоялся в том же году — летом, во время межсезонья. В начале сезона 2009—2010 было принято решение реорганизовать Кубок ПФЛ в Кубок украинской лиги, который единственный раз прошёл в том же сезоне совсем по другому формату.

## Финалы и «малые» финалы
| Год проведения | Место проведения                             | Финальная игра                 | Финальная игра | Финальная игра                 | Полуфиналисты                  | Полуфиналисты | Полуфиналисты        |
| Год проведения | Место проведения                             | Победитель                     | Счет           | 2-е место                      | 3-е место                      | Счет          | 4-е место            |
| -------------- | -------------------------------------------- | ------------------------------ | -------------- | ------------------------------ | ------------------------------ | ------------- | -------------------- |
| 2009 (зима)    | «Княжа Арена» (Добромиль, Львовская область) | Команда группы «Б» Второй лиги | 2:1            | Студенческая сборная Украины   | Команда группы «А» Второй лиги | 4:2           | Команда Первой лиги  |
| 2009 (лето)    | «Юбилейный» (Сумы)                           | Команда Первой лиги            | 4:3            | Команда группы «Б» Второй лиги | Команда группы «А» Второй лиги | 3:2           | Сборная Украины U-17 |

## Призёры
| Клуб                           | Чемпион | Второе место | Третье место | Победные года |
| ------------------------------ | ------- | ------------ | ------------ | ------------- |
| Команда группы «Б» Второй лиги | 1       | 1            | 0            | 2009 (зима)   |
| Команда Первой лиги            | 1       | 0            | 0            | 2009 (лето)   |
| Студенческая сборная Украины   | 0       | 1            | 0            |               |
| Команда группы «А» Второй лиги | 0       | 0            | 2            |               |